# الیزابت آلن روزینبام
الیزابت آلن روزینبام (به انگلیسی: Elizabeth Allen Rosenbaum) با نام مستعار لیز آلن کارگردان آمریکایی سینما و تلویزیون است. او شش قسمت آزمایشی تلویزیونی را کارگردانی و تهیه‌کننده اجرایی کرده است که همگی در سریال‌ها انتخاب شده‌اند. 
او عضو انجمن افتخاری فی بتا کاپا و ساکن لس آنجلس است و عضو انجمن صنفی کارگردانان آمریکا، و انجمن سردبیران نیز می‌باشد. او با نویسنده/تهیه کننده اسکات روزنبام ازدواج کرده است. پدر او فیلیپ بی آلن، فیزیکدان حالت جامد می‌باشد.

## گزیده آثار کارگردانی
- زمرد کبود (۲۰۰۶)
- دختر سخن‌چین (۲۰۰۹)
- رامونا و بیزوس (۲۰۱۰)
- خاطرات خون‌آشام (۲۰۱۰)
- ۹۰۲۱۰ (مجموعه تلویزیونی) (۲۰۱۱)
- مراقب باش چه چیزی آرزو میکنی (۲۰۱۵)
- اسنیکرلا (۲۰۲۲)
- قلب‌های ارغوانی (۲۰۲۲)